# Міралем П'янич
Міра́лем П'я́нич (босн. Miralem Pjanić; нар. 2 квітня 1990, Тузла) — боснійський футболіст, півзахисник клубу ЦСКА та збірної Боснії і Герцеговини.

## Клубна кар'єра
Народився 2 квітня 1990 року в югославському місті Тузла. Дитиною емігрував разом з родиною до Німеччини, а згодом до Люксембургу. Вихованець юнацьких футбольних команд люксембурзького «Шиффланж 95» та французького «Мец».
У дорослому футболі дебютував 2007 року виступами за команду клубу «Мец», в якій провів один сезон, взявши участь у 32 матчах чемпіонату. Більшість часу, проведеного у складі «Меца», був основним гравцем команди.
Своєю грою за цю команду привернув увагу представників тренерського штабу клубу «Олімпік» (Ліон), до складу якого приєднався 2008 року. Відіграв за команду з Ліона наступні три сезони своєї ігрової кар'єри. Граючи у складі ліонського «Олімпіка» також здебільшого виходив на поле в основному складі команди.
2011 року перейшов до італійської «Роми», в якій швидко став ключовим гравцем центру поля і за яку протягом п'яти сезонів провів 185 ігор в усіх турнірах, відзначившись 30-ма забитими голами.
Влітку 2016 року новим клубом боснійця став туринський «Ювентус», який сплатив за одного з лідерів «вовків» 32 мільйони євро і уклав з ним п'ятирічний контракт. У новій команді зміг відразу стати стабільним гравцем стартового складу і протягом наступних чотирьох років незмінно допомагав «б'янконері» здобувати титул чемпіонів Італії.
29 червня 2020 року стало відомо, що «Барселона» та «Ювентус» домовились про трансфер П'янича в стан каталонської команди. Вартість переходу склала 60 млн євро, ще 5 млн іспанська команда заплатить у випадку успішної гри футболіста.

## Виступи за збірні
У 2006 році дебютував у складі юнацької збірної Люксембургу, взяв участь у 7 іграх на юнацькому рівні, відзначившись 6 забитими голами.
Протягом 2007—2008 років залучався до складу молодіжної збірної Боснії та Герцеговини, молодіжної команди своєї батьківщини. На молодіжному рівні зіграв у 3 офіційних матчах.
У 2008 році дебютував в офіційних матчах у складі національної збірної Боснії і Герцеговини. 2014 року був учасником тогорічного чемпіонату світу, дебютного для боснійської збірної. Наразі провів у формі головної команди країни 108 матчів, забивши 17 голів.
| Дата       | Місто               | Господарі            | Результат | Гості                | Турнір                               | Голи | Примітки  |
| ---------- | ------------------- | -------------------- | --------- | -------------------- | ------------------------------------ | ---- | --------- |
| 06/09/2008 | Ельче               | Іспанія              | 1 – 0     | Боснія і Герцеговина | Відбір до ЧС 2010                    | -    |           |
| 10/09/2008 | Зеніца              | Боснія і Герцеговина | 7 – 0     | Естонія              | Відбір до ЧС 2010                    | -    |           |
| 11/10/2008 | Стамбул             | Туреччина            | 2 – 1     | Боснія і Герцеговина | Відбір до ЧС 2010                    | -    |           |
| 28/03/2009 | Брюссель            | Бельгія              | 2 – 4     | Боснія і Герцеговина | Відбір до ЧС 2010                    | -    |           |
| 01/04/2009 | Зеніца              | Боснія і Герцеговина | 2 – 1     | Бельгія              | Відбір до ЧС 2010                    | -    |           |
| 05/09/2009 | Єреван              | Вірменія             | 0 – 2     | Боснія і Герцеговина | Відбір до ЧС 2010                    | -    |           |
| 09/10/2009 | Зеніца              | Боснія і Герцеговина | 1 – 1     | Туреччина            | Відбір до ЧС 2010                    | -    |           |
| 14/10/2009 | Зеніца              | Боснія і Герцеговина | 2 – 5     | Іспанія              | Відбір до ЧС 2010                    | -    |           |
| 14/11/2009 | Лісабон             | Португалія           | 1 – 0     | Боснія і Герцеговина | Відбір до ЧС 2010                    | -    |           |
| 18/11/2009 | Зеніца              | Боснія і Герцеговина | 0 – 1     | Португалія           | Відбір до ЧС 2010                    | -    |           |
| 03/03/2010 | Сараєво             | Боснія і Герцеговина | 2 – 1     | Гана                 | товариський матч                     | 1    |           |
| 29/05/2010 | Стокгольм           | Швеція               | 4 – 2     | Боснія і Герцеговина | товариський матч                     | -    |           |
| 03/06/2010 | Франкфурт-на-Майні  | Німеччина            | 3 – 1     | Боснія і Герцеговина | товариський матч                     | -    |           |
| 10/08/2010 | Сараєво             | Боснія і Герцеговина | 1 – 1     | Катар                | товариський матч                     | -    |           |
| 03/09/2010 | Люксембург          | Люксембург           | 0 – 3     | Боснія і Герцеговина | Відбір до ЧЄ 2012                    | 1    |           |
| 07/09/2010 | Зеніца              | Боснія і Герцеговина | 0 – 2     | Франція              | Відбір до ЧЄ 2012                    | -    |           |
| 08/10/2010 | Тирана              | Албанія              | 1 – 1     | Боснія і Герцеговина | Відбір до ЧЄ 2012                    | -    |           |
| 17/11/2010 | Братислава          | Словаччина           | 2 – 3     | Боснія і Герцеговина | товариський матч                     | 1    |           |
| 10/02/2011 | Атланта (Джорджія)  | Мексика              | 2 – 0     | Боснія і Герцеговина | товариський матч                     | -    |           |
| 26/03/2011 | Зеніца              | Боснія і Герцеговина | 2 – 1     | Румунія              | Відбір до ЧЄ 2012                    | -    |           |
| 03/06/2011 | Бухарест            | Румунія              | 3 – 0     | Боснія і Герцеговина | Відбір до ЧЄ 2012                    | -    |           |
| 07/06/2011 | Зеніца              | Боснія і Герцеговина | 2 – 0     | Албанія              | Відбір до ЧЄ 2012                    | -    |           |
| 03/09/2011 | Мінськ              | Білорусь             | 0 – 2     | Боснія і Герцеговина | Відбір до ЧЄ 2012                    | -    |           |
| 07/10/2011 | Зеніца              | Боснія і Герцеговина | 5 – 0     | Люксембург           | Відбір до ЧЄ 2012                    | 1    |           |
| 11/10/2011 | Париж               | Франція              | 1 – 1     | Боснія і Герцеговина | Відбір до ЧЄ 2012                    | -    |           |
| 11/11/2011 | Зеніца              | Боснія і Герцеговина | 0 – 0     | Португалія           | Відбір до ЧЄ 2012                    | -    |           |
| 15/11/2011 | Лісабон             | Португалія           | 6 – 2     | Боснія і Герцеговина | Відбір до ЧЄ 2012                    | -    |           |
| 28/02/2012 | Санкт-Галлен        | Боснія і Герцеговина | 1 – 2     | Бразилія             | товариський матч                     | -    |           |
| 26/05/2012 | Дублін              | Ірландія             | 1 – 0     | Боснія і Герцеговина | товариський матч                     | -    |           |
| 01/06/2012 | Чикаго              | Мексика              | 2 – 1     | Боснія і Герцеговина | товариський матч                     | -    |           |
| 15/08/2012 | Лланеллі            | Уельс                | 0 – 2     | Боснія і Герцеговина | товариський матч                     | -    |           |
| 07/09/2012 | Вадуц               | Ліхтенштейн          | 1 – 8     | Боснія і Герцеговина | Відбір до ЧС 2014                    | -    |           |
| 07/09/2012 | Зеніца              | Боснія і Герцеговина | 4 – 1     | Латвія               | Відбір до ЧС 2014                    | 1    |           |
| 11-9-2012  | Зениця              | Боснія і Герцеговина | 4 – 1     | Латвія               | Відбір до ЧС 2014                    | 1    |           |
| 16-10-2012 | Зениця              | Боснія і Герцеговина | 3 – 0     | Литва                | Відбір до ЧС 2014                    | 1    | 67'       |
| 14-11-2012 | Алжир (місто)       | Алжир                | 0 – 1     | Боснія і Герцеговина | товариський матч                     | -    |           |
| 6-2-2013   | Копер (Словенія)    | Словенія             | 0 – 3     | Боснія і Герцеговина | товариський матч                     | 1    |           |
| 7-6-2013   | Рига                | Латвія               | 0 – 5     | Боснія і Герцеговина | Відбір до ЧС 2014                    | 1    |           |
| 14-8-2013  | Сараєво             | Боснія і Герцеговина | 3 – 4     | США                  | товариський матч                     | -    | 61'       |
| 6-9-2013   | Зениця              | Боснія і Герцеговина | 0 – 1     | Словаччина           | Відбір до ЧС 2014                    | -    |           |
| 10-9-2013  | Жиліна              | Словаччина           | 1 – 2     | Боснія і Герцеговина | Відбір до ЧС 2014                    | -    | 29'       |
| 11-10-2013 | Зениця              | Боснія і Герцеговина | 4 – 1     | Ліхтенштейн          | Відбір до ЧС 2014                    | -    | 61'       |
| 15-10-2013 | Каунас              | Литва                | 0 – 1     | Боснія і Герцеговина | Відбір до ЧС 2014                    | -    |           |
| 19-11-2013 | Сент-Луїс           | Аргентина            | 2 – 0     | Боснія і Герцеговина | товариський матч                     | -    |           |
| 30-5-2014  | Сент-Луїс           | Боснія і Герцеговина | 2 – 1     | Кот-д'Івуар          | товариський матч                     | -    |           |
| 3-6-2014   | Чикаго              | Мексика              | 0 – 1     | Боснія і Герцеговина | товариський матч                     | -    | 75'       |
| 15-6-2014  | Ріо-де-Жанейро      | Аргентина            | 2 – 1     | Боснія і Герцеговина | ЧС 2014 - 1-й етап                   | -    |           |
| 21-6-2014  | Куяба               | Нігерія              | 1 – 0     | Боснія і Герцеговина | ЧС 2014 - 1-й етап                   | -    |           |
| 25-6-2014  | Салвадор (Бразилія) | Боснія і Герцеговина | 3 – 1     | Іран                 | ЧС 2014 - 1-й етап                   | 1    |           |
| 4-9-2014   | Тузла (місто)       | Боснія і Герцеговина | 3 – 0     | Ліхтенштейн          | товариський матч                     | -    | 46'       |
| 9-9-2014   | Зениця              | Боснія і Герцеговина | 1 – 2     | Кіпр                 | Відбір до ЧЄ 2016                    | -    |           |
| 10-10-2014 | Кардіфф             | Уельс                | 0 – 0     | Боснія і Герцеговина | Відбір до ЧЄ 2016                    | -    | 34'       |
| 13-10-2014 | Зениця              | Боснія і Герцеговина | 1 – 1     | Бельгія              | Відбір до ЧЄ 2016                    | -    |           |
| 16-11-2014 | Хайфа               | Ізраїль              | 3 – 0     | Боснія і Герцеговина | Відбір до ЧЄ 2016                    | -    | 62'       |
| 28-3-2015  | Андорра-ла-Велья    | Андорра              | 0 – 3     | Боснія і Герцеговина | Відбір до ЧЄ 2016                    | -    |           |
| 31-3-2015  | Відень              | Австрія              | 1 – 1     | Боснія і Герцеговина | товариський матч                     | -    | 46'       |
| 12-6-2015  | Зениця              | Боснія і Герцеговина | 3 – 1     | Ізраїль              | Відбір до ЧЄ 2016                    | -    | 88'       |
| 3-9-2015   | Брюссель            | Бельгія              | 3 – 1     | Боснія і Герцеговина | Відбір до ЧЄ 2016                    | -    |           |
| 6-9-2015   | Зениця              | Боснія і Герцеговина | 3 – 0     | Андорра              | Відбір до ЧЄ 2016                    | -    | 45'       |
| 10-10-2015 | Зениця              | Боснія і Герцеговина | 2 – 0     | Уельс                | Відбір до ЧЄ 2016                    | -    |           |
| 13-10-2015 | Нікосія             | Кіпр                 | 2 – 3     | Боснія і Герцеговина | Відбір до ЧЄ 2016                    | -    | 64' — 85' |
| 13-11-2015 | Зениця              | Боснія і Герцеговина | 1 – 1     | Ірландія             | Відбір до ЧЄ 2016                    | -    |           |
| 16-11-2015 | Дублін              | Ірландія             | 2 – 0     | Боснія і Герцеговина | Відбір до ЧЄ 2016                    | -    |           |
| 25-3-2016  | Люксембург          | Люксембург           | 0 – 3     | Боснія і Герцеговина | товариський матч                     | 1    | 67'       |
| 29-3-2016  | Цюрих               | Швейцарія            | 0 – 2     | Боснія і Герцеговина | товариський матч                     | 1    | 73'       |
| 29-5-2016  | Санкт-Галлен        | Іспанія              | 3 – 1     | Боснія і Герцеговина | товариський матч                     | -    |           |
| 6-9-2016   | Зениця              | Боснія і Герцеговина | 5 – 0     | Естонія              | Відбір до ЧС 2018                    | -    |           |
| 7-10-2016  | Брюссель            | Бельгія              | 4 – 0     | Боснія і Герцеговина | Відбір до ЧС 2018                    | -    | 81'       |
| 10-10-2016 | Зениця              | Боснія і Герцеговина | 2 – 0     | Кіпр                 | Відбір до ЧС 2018                    | -    |           |
| 13-11-2016 | Афіни               | Греція               | 1 – 1     | Боснія і Герцеговина | Відбір до ЧС 2018                    | 1    | 66'       |
| 25-3-2017  | Зениця              | Боснія і Герцеговина | 5 – 0     | Гібралтар            | Відбір до ЧС 2018                    | -    | 56'       |
| 9-6-2017   | Зениця              | Боснія і Герцеговина | 0 – 0     | Греція               | Відбір до ЧС 2018                    | -    |           |
| 31-8-2017  | Нікосія             | Кіпр                 | 3 – 2     | Боснія і Герцеговина | Відбір до ЧС 2018                    | -    | 70'       |
| 23-3-2018  | Софія (місто)       | Болгарія             | 0 – 1     | Боснія і Герцеговина | товариський матч                     | -    |           |
| 27-3-2018  | Гавр                | Сенегал              | 0 – 0     | Боснія і Герцеговина | товариський матч                     | -    | 72'       |
| 28-5-2018  | Зениця              | Боснія і Герцеговина | 0 – 0     | Чорногорія           | товариський матч                     | -    |           |
| 1-6-2018   | Чонджу              | Південна Корея       | 1 – 3     | Боснія і Герцеговина | товариський матч                     | -    | 57'       |
| 8-9-2018   | Белфаст             | Північна Ірландія    | 1 – 2     | Боснія і Герцеговина | Ліга націй УЄФА 2018-2019 - 1-й етап | -    | 30' — 83' |
| 11-9-2018  | Зениця              | Боснія і Герцеговина | 1 – 0     | Австрія              | Ліга націй УЄФА 2018-2019 - 1-й етап | -    | 89'       |
| 11-10-2018 | Ризе                | Туреччина            | 0 – 0     | Боснія і Герцеговина | товариський матч                     | -    | 46'       |
| 15-10-2018 | Сараєво             | Боснія і Герцеговина | 2 – 0     | Північна Ірландія    | Ліга націй УЄФА 2018-2019 - 1-й етап | -    |           |
| 15-11-2018 | Відень              | Австрія              | 0 – 0     | Боснія і Герцеговина | Ліга націй УЄФА 2018-2019 - 1-й етап | -    | 87'       |
| 23-3-2019  | Сараєво             | Боснія і Герцеговина | 2 – 1     | Вірменія             | Відбір до ЧЄ 2020                    | -    |           |
| 26-3-2019  | Зениця              | Боснія і Герцеговина | 2 – 2     | Греція               | Відбір до ЧЄ 2020                    | 1    | 65'       |
| 11-6-2019  | Турин               | Італія               | 2 – 1     | Боснія і Герцеговина | Відбір до ЧЄ 2020                    | -    |           |
| 5-9-2019   | Зениця              | Боснія і Герцеговина | 5 – 0     | Ліхтенштейн          | Відбір до ЧЄ 2020                    | -    | 83'       |
| 8-9-2019   | Єреван              | Вірменія             | 4 – 2     | Боснія і Герцеговина | Відбір до ЧЄ 2020                    | -    | 72'       |
| 12-10-2019 | Зениця              | Боснія і Герцеговина | 4 – 1     | Фінляндія            | Відбір до ЧЄ 2020                    | 2    | кап. 76'  |
| 15-10-2019 | Афіни               | Греція               | 2 – 1     | Боснія і Герцеговина | Відбір до ЧЄ 2020                    | -    | кап.      |
| 15-11-2019 | Зениця              | Боснія і Герцеговина | 0 – 3     | Італія               | Відбір до ЧЄ 2020                    | -    | 77'       |
| Усього     |                     | Матчів (3 місце)     | 92        |                      | Голів (6 місце)                      | 15   |           |

## Титули і досягнення
- Чемпіон Італії (4):

«Ювентус»: 2016-17, 2017-18, 2018-19, 2019-20
- Володар Кубка Італії (2):

«Ювентус»: 2016-17, 2017-18
- Володар Суперкубка Італії (1):

«Ювентус»: 2018
- Володар Кубка Іспанії (1):

«Барселона»: 2020-21
- Володар Суперкубка Туреччини (1):

«Бешикташ»: 2021
- Володар Кубка Президента ОАЕ (1):

«Шарджа»: 2022-23
- Володар Кубка Росії (1):

ЦСКА (Москва): 2024-25